# Dominique Demartre
Dominique Demartre – francuski judoka.
Srebrny medalista mistrzostw Europy w 1955 roku.